# Medos Romero
Remedios Fernández Romero, conocida literariamente como Medos Romero, (San Mamede, Puentes de García Rodríguez, 21 de octubre de 1959) es una escritora española.

## Trayectoria
Diplomada en Enfermería por la Universidad de Santiago de Compostela. Trabajó como enfermera en  As Pontes de García Rodríguez y en la Residencia Arquitecto Marcide de Ferrol. Reside en Lourido (Valdoviño). Ha colaborado en diversas revistas, como La Ventana y Festa da Palabra Silenciada.
Comenzó a escribir con 37 años cumplidos, después de experiencias muy gozosas en el mundo de la aldea. Fue una de las poetas que se circunscribió a la llamada Generación de los 90 aunque lo hizo por fecha de producción, ya que su obra comenzó a publicarse en los años clave del boom de la poesía escrita por mujeres.

## Obra

### Poesía
- Rendéome no tempo (1998). Edición da autora, Puentedeume.
- Ámome en por min (1999). Espiral Maior.
- O peso da derrota (2000). Espiral Maior.
- Lenzo das madrugadas (2003). Follas Novas.
- O pozo da ferida (2006). Diputación de La Coruña.
- A seitura dos tristes (2006). Follas Novas.
- Do corpo e a súa ausencia (2010). Sociedad de Cultura Valle-Inclán.
- A ansia do lóstrego (2012). Follas Novas.
- Hortensia (2020). Medulia.[6][7]
- O sol era Ela (2021). Arte de trobar. Editorial. Xunta de Galicia & Centro Pen&Afudación. ISBN 978-84-09-35480-1.[8]

### Narrativa
- Dubido se matei a Lena (2000). Ed. Xerais. ISBN 9788483025864.
- O trevo da sorte (2003). Baía Edicións. ISBN 978-84-96128-45-3.[9]

### Obras colectivas
- Narradoras (2000). Xerais.
- Negra sombra. Intervención poética contra a marea negra( 2003). Espiral Maior.
- Dez anos de poesía nas Pontes (2013). Galebook.
- Versus cianuro. Poemas contra a mina de ouro de Corcoesto (2013). A. C. Caldeirón.
- 150 Cantares para Rosalía de Castro (2015). Libro electrónico).

## Premios
- 2006ː Premio Miguel González Garcés, por O pozo da ferida.
- 2021ː XIX Premio de Poesía Afundación, por O Sol era ela.[10]
- 2022ː Premio da Crítica de poesía galega, por O Sol era Ela.[11]